# Clematis welwitschii
Clematis welwitschii är en ranunkelväxtart som beskrevs av William Philip Hiern och O. Kuntze. Clematis welwitschii ingår i släktet klematisar, och familjen ranunkelväxter. Inga underarter finns listade i Catalogue of Life.